# All Hope Is Gone (песня)
«All Hope Is Gone» (с англ. — «Вся Надежда Ушла») — первый сингл с одноимённого альбома американской ню-метал-группы Slipknot. Был выложен на один день на веб-сайте группы 20 июня 2008 в виде MP3 для бесплатного скачивания, после чего, 23 июня 2008, состоялся его коммерческий релиз. Впервые песня прозвучала на радио Airplay 15 июня 2008 года.
Песня была названа Blabbermouth.net «самой тяжёлой песней» из альбома All Hope Is Gone.

## Музыкальная составляющая
В интервью журналу Kerrang! ударник Джои Джордисон отметил, что «All Hope Is Gone» — настоящая совместная работа всех участников группы и одна из последних песен, записанных для их четвёртого студийного альбома. «Песня, музыка и тематическое наполнение говорят сами за себя. Это песня про мир в опасности: вся ситуация под контролем, будь то личное или общественное, и всё идёт как нельзя лучше. Иногда вам приходится встретиться с гротеском, чтобы создать что-то замечательное. Я фактически писал эту песню в одиночестве и не знал, что из этого выйдет так как мы были близки к концу работы над альбомом.»
Джордисон сказал, «Многие грайнд риффы для куплетов были взяты из риффов, придуманных Полом Греем годами до того, намного раньше Slipknot. Забавно, как вещи не умирают. Мик пришел и подбавил огню в песню и Джим поспевал также. Однажды Кори наложил свой чёртовый вокал на неё, и это было оно, чувак. Голос и влияние этого парня могут заставить купить монахиню наркотики.»
Кори Тейлор описал лирику «All Hope Is Gone»: «Больше надежд нет. Многие люди смотрят на это пессимистично, и во многих случаях, так и есть, если ты продолжаешь пытаться и решаешь свои проблемы одним и тем же способом снова и снова. Эта песня — образ того, что такое Slipknot. Только если ты думаешь что ты понял нас — бросай все надежды, потому что этого никогда не будет.»
Английский журнал Total Guitar описал песню так: «Трэшовая, бласт-битовая строфа, строящая яростную песню; апокалипсический припев, который обязан звучать громоздко при живом исполнении. Более быстрое, воспламеняющее, кромсающее соло и необыкновенно будоражащая концовка.»

## Список композиций
1. «All Hope Is Gone» (Album version) — 4:45

## Позиции в чартах
| Чарт (2008)      | Высшая позиция |
| ---------------- | -------------- |
| UK Singles Chart | 98             |